# Trzecia część nocy
Trzecia część nocy – polski film wojenny z 1971 w reżyserii Andrzeja Żuławskiego, na podstawie scenariusza napisanego wspólnie z ojcem Mirosławem Żuławskim. Trzecia część nocy była pełnometrażowym debiutem fabularnym Andrzeja Żuławskiego, opartym na autentycznych doświadczeniach obu scenarzystów z czasów II wojny światowej. Choć film początkowo był niedoceniany w Polsce, z czasem dopatrywano się w nim akuratnego przedstawienia grozy okupacji hitlerowskiej.

## Opis fabuły
Akcja filmu rozgrywa się w czasie okupacji hitlerowskiej. Ukazuje on wydarzenia wojenne w konwencji apokaliptycznej i onirycznej. Głównym bohaterem jest Michał, któremu Niemcy zabijają (we dworku na skraju lasu) matkę, żonę Helenę i syna. Michał ucieka do miasta. Przypadkiem spotyka tam w starym domu rodzącą właśnie kobietę, Martę, łudząco podobną do jego zmarłej żony. Michał postanawia zaopiekować się kobietą i jej dzieckiem. By ich utrzymać, zostaje karmicielem wszy w instytucie produkującym szczepionki przeciw tyfusowi. Ma zamiar również odbić z rąk hitlerowców Jana – męża Marty, który został zatrzymany przez Niemców omyłkowo zamiast Michała.
Trzecia część nocy ma klamrową konstrukcję: otwiera i zamyka ją lektura Biblii w przekładzie Wujka (Ap 8,12) – żona Michała (Małgorzata Braunek) czyta Apokalipsę. Tytuł filmu nawiązuje do fragmentu Apokalipsy św. Jana:

Potem zatrąbił czwarty Anioł,

a uderzona jest trzecia część słońca

i trzecia część księżyca, i trzecia część gwiazd,

tak iż się trzecia część ich zaćmiła,

i trzecia część dnia nie świeci, także i nocy.

## Obsada

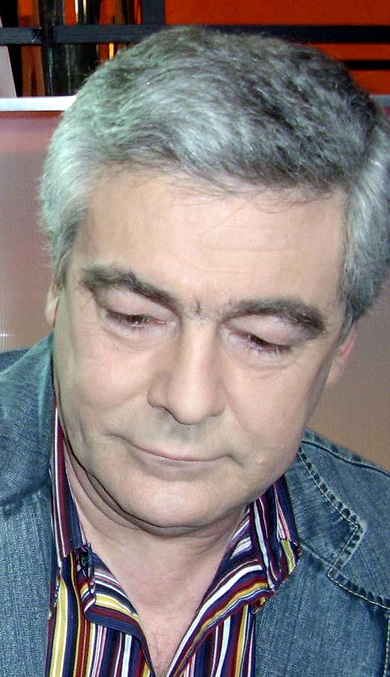
Leszek Teleszyński, odtwórca roli Michała (2007)

- Małgorzata Braunek – w podwójnej roli: jako Helena oraz Marta
- Leszek Teleszyński – Michał
- Michał Grudziński – Marian
- Jan Nowicki – Jan
- Marek Walczewski – Rozenkranc
- Jerzy Goliński – ojciec Michała
- Anna Milewska – zakonnica Klara
- Hanna Stankówna – hodowczyni wszy
- Leszek Długosz – ślepy, dowódca armii
- Halina Czengery – matka Michała
- Jadwiga Halina Gallowa – matka Rozenkranca
- Ewa Ciepiela – karmicielka wszy
- Grażyna Barszczewska – laborantka w Instytucie Weigla
- Janina Ordężanka – matka Olka
- Tadeusz Huk – karmiciel wszy
- Andrzej Lajborek – pielęgniarz
- Janusz Miszczak – Łukasz, syn Michała
- Krzysztof Fus – Olek
- Andrzej Dobosz – karmiciel wszy
- Jerzy Stuhr – laborant w Instytucie Weigla

## Produkcja

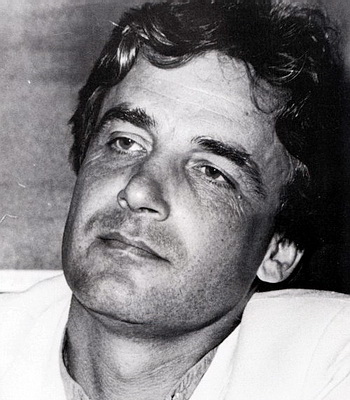
Andrzej Żuławski, reżyser filmu

Kierownikiem literackim Trzeciej części nocy był Ernest Bryll. Scenariusz powstał na podstawie przeżyć wojennych Mirosława Żuławskiego. Jego syn Andrzej Żuławski odwoływał się do wspólnych doświadczeń – ojca i syna – ze Lwowa czasu wojny. Mirosław Żuławski przebywał tam z żoną i synkiem, utrzymując rodzinę jako karmiciel wszy w Instytucie Weigla. Reżyser filmu przekonywał, że mimo autorskiej wizji II wojny światowej podstawowe realia filmu były autentyczne: „to, że mój ojciec karmił wszy, to, że dowódca oddziału partyzanckiego był ślepy i to, że ja się urodziłem w podobnych okolicznościach, jak dziecko bohatera filmu […]. Wszystko, na czym jest film oparty, jest prawdziwe”.
Zdjęcia do filmu powstawały między innymi w budynku dworskim we wsi Lipków.

## Odbiór
Trzecia część nocy była początkowo filmem niezrozumianym przez krytyków. Aleksander Ledóchowski pisał w otwartym liście do Andrzeja Żuławskiego, że „film jest pełen zaprzeczeń i ma w sobie coś z labiryntu: korytarze, które prowadzą donikąd, lustra odbijające przeszłe obrazy i ślepe lub iluzoryczne okna”. Z czasem jednak upatrywano w debiucie Żuławskiego „artystycznego manifestu autora”, wzorowanego pod względem ekspresyjnego stylu na teatrze okrucieństwa Antoine’a Artauda. Monika Maszewska-Łupiniak pisała, że autobiograficzna opowieść Andrzeja i Mirosława Żuławskich akuratnie oddaje „chaos i absurdalność wojennych obrazów”, które zostały przefiltrowane przez perspektywę „małoletniego świadka autentycznych wydarzeń wojennych”. Robert Birkholc stwierdzał, że „Żuławskiemu udało się znakomicie połączyć realistyczny obraz wojny z mistycznymi odniesieniami do Biblii, narracyjne eksperymenty ze zmysłowym konkretem”. Zdaniem Miłosza Stelmacha głównym tematem filmu „jest w istocie subiektywna perspektywa jednostki zagubionej w świecie pozbawionym jasnych wartości i skazanej przez to na katastrofę”.
W 2024 roku Trzecia część nocy znalazła się na 6. miejscu w zestawieniu najlepszych polskich filmów wszech czasów według portalu Pełna Sala. 

## Nagrody
| Rok  | Festiwal                                                         | Nagroda                    | Odbiorca         |
| ---- | ---------------------------------------------------------------- | -------------------------- | ---------------- |
| 1971 | Państwowa Wyższa Szkoła Filmowa, Telewizyjna i Teatralna w Łodzi | Nagroda im. Andrzeja Munka | Andrzej Żuławski |
| 1972 | Międzynarodowy Festiwal Filmowy w Adelaide                       | Dyplom uznania             | Andrzej Żuławski |
| 1973 | Koszaliński Festiwal Debiutów Filmowych „Młodzi i Film”          | Jantar                     | Andrzej Żuławski |